# George Barger
Pour les articles homonymes, voir Barger.
George Barger (4 avril 1878 - 5 janvier 1939) est un chimiste britannique.

## Biographie
Il est né d'une mère anglaise, Eleanor Higginbotham, et de Gerrit Barger, un ingénieur néerlandais à Manchester, en Angleterre.
Il fait ses études à Utrecht et au lycée de La Haye. Il fréquente ensuite le King's College de Cambridge pour son diplôme de premier cycle et l'University College de Londres pour un doctorat en sciences. Son travail principal se concentre sur l'étude des alcaloïdes et les enquêtes sur les composés azotés simples d'importance biologique. Barger identifie la tyramine comme l'un des composés responsables de l'activité biologique des extraits d'ergot. Il apporte également d'importantes contributions à la synthèse de la thyroxine et de la vitamine B 1.
En 1936 et 1937, il travaille avec Joseph John Blackie à la recherche de matériaux pour la recherche.
Il est membre du King's College, Cambridge, de 1903 à 1909, chef du département de chimie, au Goldsmiths' College de 1909 à 1913, professeur de chimie, au Royal Holloway College, Université de Londres en 1913-1914, professeur de chimie en relation avec la médecine, à l'Université d'Édimbourg, 1919-1937 et professeur Regius de chimie, à l'Université de Glasgow, de 1937 à 1939.
Barger est élu membre de la Royal Society en mai 1919 et reçoit sa médaille Davy en 1938.
Barger est marié à Florence Emily Thomas en 1904 et a deux fils et une fille.
Il est mort à Aeschi, Suisse.

## Ouvrages
- Quelques applications de la chimie organique à la biologie et à la chimie (1930)
- Chimie organique pour les étudiants en médecine (1932)